# IBM Public License
IBM Public License（IPL）は、IBMが定め、時折使っているFOSSライセンス。Open Source Initiative が承認し、フリーソフトウェア財団 (FSF) は自由ソフトウェアライセンスだとしている。
GNU General Public License (GPL) とは異なり、ライセンスされるソフトウェアコードについてなんらかの保証をして商用に販売する場合、その販売者が責任を負うとされている。IBMによれば、オープンソースソフトウェアの商用利用に際して、コントリビュータに責任が及ぶのを防ぐ意味があるという。IPL支持者は、ソフトウェアコードに関する責任の定義がGPLより明確だとしている。
IPLにはGPLにない制約が含まれているため、GPL互換ではない。FSFによれば、「ある種の特許ライセンスが与えられることを必要としているが、GPLではそのような要求はない。（このような特許ライセンス要求が本質的に悪い考えとは思わないが、いずれにしても GNU GPL とは非互換であるとしている）」
IPLは特許の扱い方がGPLとは異なり、IPLでは特許侵害が発生した際にライセンスが「停止」する。
このライセンスは4章で対象ソフトウェアについてユーザーが訴訟を起こした場合、商業ディストリビューターが全ての「上流の」コントリビュータの訴訟費用を補償することを求めており、その点が批判されている。例えばLinuxディストリビューションを作ってCDで配布するといった小規模のディストリビューターがいて、その中にこのライセンスのソフトウェアが含まれていた場合、その業者は際限のない訴訟にさらされる可能性がないとは言えない。
IPLでライセンスされているソフトウェアプロジェクトとしては Postfix がある。また、既に保守が行われていないが、Javaコンパイラの1つであるJikesもIPLでライセンスされていた。